# 宮崎恭行
宮崎 恭行（みやざき やすゆき、1986年〈昭和61年〉1月27日 - ）は、日本のプロバスケットボール選手。三重県鈴鹿市出身。ポジションはポイントガード。B3リーグ・ヴィアティン三重バスケットボール所属。

## 来歴
三重県鈴鹿市出身。
名古屋大谷高校で全国大会を経験し、卒業後は当時実業団連盟だったアイシンAWに入社。
この頃よりbjリーグトライアウトを受験するなどプロ志向が強く、2006年に当時日本リーグ（2部相当）だった豊田通商（現ファイティングイーグルス名古屋）に移籍。JBL2では3度MVPも獲得した。
NBDLでのラストシーズンだった2015年11月の試合中、シュートでジャンプした時に空中でぶつかってバランスを崩し、着地で左膝を捻った。前十字靭帯断裂と膝蓋腱断裂と診断され、。医者から「国内でスポーツ選手がこの怪我から復帰した事例はない」と説明されるほどの大怪我だった。
手術を経て2016年2月に退院、選手登録は外れたもののチームには残留。
Bリーグ2シーズン目前の2017年夏に合流し、2018年2月試合復帰。2018-19シーズンは初めてフルシーズンを戦い、いずれもB2トップとなる3ポイントシュート成功率46.4％、フリースロー成功率90.5％を記録した。
2021-22シーズンはキャプテンとして迎え、B2優勝とB1昇格を決めた。
2023年4月22日に、2022-23シーズン限りで現役から引退することを表明した。
2023年8月21日、ヴィアティン三重バスケットボールより現役復帰とアドバイザリーコーチ就任が発表された。